# Slum Dog Millionaer
Slum Dog Millionaer ist das erste Soloalbum des deutsch-irakischen Rappers Kurdo. Es erschien am 10. Januar 2014 über das Label Beefhaus.

## Titelliste
1. Intro
2. Ghetto
3. Unzensiert
4. Slumdog
5. Trainingsraum
6. Schocktherapie
7. Rapterrorist
8. Panama
9. Heimweh
10. Paranoid
11. Riberystyle
12. Läuft
13. Lydia
14. Vermisse dich (feat. Niqo Nuevo)
15. Angst
16. Traditionell (feat. KC Rebell) (Bonustrack der Premium Edition)
17. Habibi (feat. Nazar) (Bonustrack der Premium Edition)
18. Illegal (feat. Mosh36) (Bonustrack der Premium Edition)
19. Sheriff (feat. Eko Fresh) (Bonustrack der Premium Edition)
20. Ich hab meinen Spaß (feat. Kontra K) (Bonustrack der Premium Edition)

## Rezeption

### Rezensionen
Die Internetseite Rappers.on bewertete Slum Dog Millionaer mit 3,5 von möglichen 6 Punkten. Oberflächlich scheine Kurdo „auf dem Stand von vor ein paar Jahren zu sein, sowohl soundtechnisch als auch thematisch.“ Aus der Nähe zeige sich jedoch „Kurdos interessante und ergreifende Vergangenheit, die er kunstvoll und glaubwürdig zu erzählen vermag.“ Dies gebe „seinen harten Texten, die vor Ablehnung der Gesellschaft strotzen, eine ganz neue Sichtweise und ein gewisses Verständnis dafür.“ Die Gastbeiträge von KC Rebell, Nazar, Mosh36, Eko Fresh und Kontra K „bringen eine gelungene Abwechslung in das Werk.“ Auch die „saubere Raptechnik und ein immer passendes Soundbild“ finden Lob. Zusammengefasst machen diese Eigenschaften Slum Dog Millionaer „vielleicht nicht zum innovativsten Rapalbum der letzten Jahre, aber dennoch zu weit mehr als nur Einheitsbrei.“
In einer Rezension der Internetseite Rap.de wird Kurdo als „Prototyp des aktuellen Straßenrappers“ bezeichnet. Der Rapper verzichte auf „allzuviel Selbstironie.“ Stattdessen webe er „jede Menge Schlag- und Reizworte“ zu einem „dichten Wortteppich“, der ein „Kopfkino“ beim Hörer erzeuge. Kurdos Lebensgeschichte bilde dabei den Rahmen auf Slum Dog Millionaer. Auf dem Stück Heimweh beschreibe er etwa „den Verlust [seiner] Kindheit, die Flucht nach Deutschland, das Gefühl, nicht willkommen zu sein, die Angst vor der Abschiebung, die dummen Blicke.“ Die Stimmung der Songs wird von „meist melancholisch angehauchten Beats von Sonus, 7Inch, Abaz oder Press Play“ unterstrichen. Vermiss dich gerate „trotz guter Strophen durch die Hook von Niqo Nuevo etwas kitschig, mit weniger gutem Willen mag man ihn sogar als anbiedernd empfinden.“

### Charts und Chartplatzierungen
Slum Dog Millionaer erreichte in Deutschland Rang sechs der Albumcharts und platzierte sich eine Woche in den Top 10 sowie zwei Wochen in den Top 100. Darüber hinaus erreichte das Album ebenfalls Rang sechs der deutschen Independentcharts. In Österreich erreichte das Album in einer Chartwoche Rang 28, in der Schweizer Hitparade erreichte es in zwei Chartwochen mit Rang 16 seine höchste Chartnotierung. Für Kurdo war es der erste Charterfolg in den Albumcharts.
| ChartsChartplatzierungen | Höchstplatzierung | Wochen |
| ------------------------ | ----------------- | ------ |
| Deutschland (GfK)        | 6 (2 Wo.)         | 2      |
| Österreich (Ö3)          | 28 (1 Wo.)        | 1      |
| Schweiz (IFPI)           | 16 (2 Wo.)        | 2      |